# 移置岩体

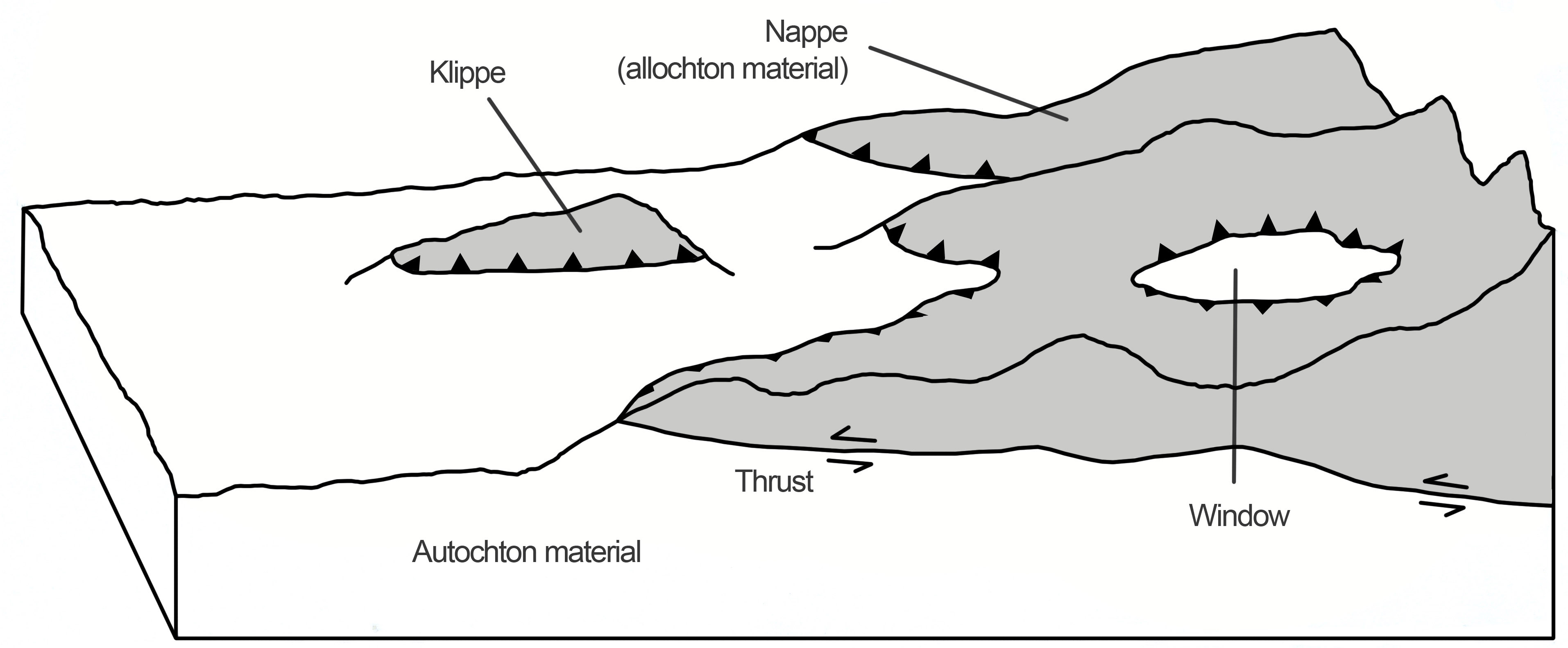
逆衝系統的原理概述。當一個逆衝斷層下盤達到合理的大小，被逆衝斷層位移到遠處，就可形成推覆構造（Nappe tectonics），而該塊斷層下盤則被稱為推覆体（Nappe，也音譯作納布）。如果在推覆體上形成了剝蝕孔，顯出底下的原地岩體，該剝蝕孔被稱為构造窗。推覆體被侵蝕只留下在原地岩體之上的孤立岩體被稱作飛來峰。

移置岩体，又名外来岩体，是一個構造地質學的名詞，意思指一塊岩體從原來形成的位置移動到另一個地方。移置的原因通常是因為低角度（少於30°）的逆衝斷層（low angle thrust faulting）引起的。推覆体被侵蝕后留下的孤立岩體被稱作飛來峰。若推覆体被剝蝕作用形成窗口而使推覆体底下的岩體曝露出來，被稱為构造窗。

## 語源
「移置岩體」的學術名稱「allochthon」（ἄλλοχθων）源於古希臘文的（其他）及（地球/土地）；而其相反詞「原地岩體」（autochthon；）則源於（自我）跟。

## 湖沼學
在湖沼學，移置岩體的植被和泥土可以為水體提供外來養份；而在水體內的藻類或微生物分解後產生的有機碳則屬於原地養份。而對於河流或小型的湖泊，其有機碳以外來的為主；而對於大型的湖泊，其有機碳以原地的為主。

## 參看
- 地质构造